# 平尾原経塚
平尾原経塚（ひらおはらきょうづか）は、東京都稲城市平尾一丁目にある1708年（宝永5年）築造の経塚。経典供養塔と一体になっており、また発掘調査で貴重な出土品が得られたことから「平尾原経塚出土品及び供養塔」として同市の指定文化財になっている。

## 概要
稲城市平尾は多摩丘陵を造成して平尾団地が建設されるなど、丘陵地帯だが開発が進んだ地域である。
平尾原経塚は、稲城市中心市街と川崎市麻生区の新百合ヶ丘とを結ぶ平尾中央通り沿い（平尾一丁目49番地7）に立地する。本来は20メートル西側にあったが、1992年（平成4年）に建物建築に伴って崩され現位置に移設された。
この経塚は、16世紀に盛んに造られ、江戸時代まで続いた「六十六部回国経塚」と呼ばれるもので、修行僧が全国60余州の霊場に写経した経典を納めて廻り、達成後にこれを記念して築造したものである。移設前の塚は6メートル×4.5メートルの楕円形で、高さは70センチメートルあり、塚の上に建てられた経典供養塔の碑文から江戸時代中期の1708年（宝永5年）に築造された市内最古のものと解った。この碑文には、年代のほか「数殊一切施主等不残記之入壱安置石仏下」と書かれている。
1976年（昭和51年）に発掘調査された。調査では、供養塔下にある塚本体の敷石（川原石）や盛土を取り去ると関東ローム層に到達し、そのローム層に掘り込まれた土坑（埋納施設）から備前焼の大甕とそれに納められた経筒が出土した。経筒には鏡1点、経巻の軸先2点、寛永通宝1点のほか、木箱（経箱）が3つ納められており、経典と思われるものが入っていたが、腐食して開くことは出来なかった。木箱の蓋の1つには「武州豊嶋郡氏□」「傳心」と読める墨書きがあった。
なお平尾原経塚から南西にやや離れた平尾団地には、1536年（天文5年）に長信という僧侶が入定を遂げるために埋められた「平尾入定塚」がある。また入定塚の東には、都内でも数少ない13基の塚がすべて現存する「平尾十三塚」があり、平尾は仏教や民間信仰に関係する塚が密集している地域である。
塚は移設されて往古の通りではないが、六十六部回国経塚の発掘調査例が少ない中、当経塚は貴重な事例であり、碑文と埋納物の関係性も明らかに出来たことから重要な発見だとして、出土品と供養塔が市の有形文化財になった。

## 参考図書
- 稲城市教育委員会生涯学習課（編）「平尾原経塚出土品及び供養塔」『文化財ノート』第3号、稲城市、1996年10月25日、1-2頁。